# Menażeria (film)
Menażeria (ang. National Lampoon's Animal House) – amerykański film komediowy z 1978 roku w reżyserii Johna Landisa. Zdjęcia realizowano w Eugene w stanie Oregon.

## Fabuła
Dwóch studentów pierwszego roku, Larry i Kent, staje się członkami bractwa Delta Tau Chi. Jest w nim pełno oryginalnych i luźno traktujących życie studentów. Niedługo mają się zacząć przygotowania do corocznej parady uniwersyteckiej.

## Obsada
- John Belushi jako John 'Bluto' Blutarsky
- Tim Matheson jako Eric 'Otter' Stratton
- John Vernon jako Dean Vernon Wormer
- Verna Bloom jako Marion Wormer
- Tom Hulce jako Larry 'Pinto' Kroger
- Cesare Danova jako burmistrz Carmine De Pasto
- Peter Riegert jako Donald 'Boon' Schoenstein
- Mary Louise Weller jako Mandy Pepperidge

i inni

## Nagrody i nominacje[1]
People’s Choice Award 1979:
- wygrana w kategorii Ulubiony film, nie będący musicalem (Kryształowa Statuetka)

Amerykańska Gildia Scenarzystów 1979:
- nominacja: Najlepszy scenariusz oryginalny komedii (Chris Miller, Douglas Kenney, Harold Ramis)

Amerykański Instytut Filmowy:
- 36. miejsce na Liście 100 najśmieszniejszych amerykańskich filmów wszech czasów (36 miejsce)

- 82 miejsce dla Johna Belushiego, za zwrot: „Toga! Toga!”, na Liście 100 najlepszych kwestii filmowych wszech czasów